# Guy Larcier
Guy Larcier (Kasteelbrakel, 21 september 1939) is een voormalig Belgisch politicus van de PS.

## Levensloop
Van opleiding industrieel ingenieur, werd Larcier beroepshalve leraar en inspecteur in het provinciaal onderwijs.
Voor de PS werd hij in 1976 verkozen tot gemeenteraadslid van Aarlen, waar hij van 1977 tot 1988 en van 1992 tot 1995 schepen en van 1989 tot 1992 en van 1995 tot 2006 burgemeester was
Tevens zetelde hij van 1987 tot 1995 in de Belgische Senaat als provinciaal senator voor Luxemburg, waarna hij van 1995 tot 2003 lid was van de Kamer van volksvertegenwoordigers. Hij was ook plaatsvervangend lid van de Raadgevende Interparlementaire Beneluxraad.

## Onderscheiding
- Ridder in de Leopoldsorde.